# Джон Летем
Джон Лейтем (англ. John Latham; 1740-1837) — британський натураліст, орнітолог.

## Біографія
Летема вважають засновником австралійської орнітології. Він вивчав австралійських птахів, яких в останню чверть 18-го століття привозили в Англію, і привласнював їм наукову назву. Серед них були ему (Dromaius novaehollandiae), какаду білий (Cacatua alba), орел австралійський (Aquila audax), лірохвіст великий (Menura novaehollandiae) і Gymnorhina tibicen. Він першим описав також гіацинтового ара (Anodorhynchus hyacinthinus). Як лікар Летем практикував у Дартфорді в англійському графстві Кент, де він препарував кропив'янку Sylvia undata . У 1796 році він пішов у відставку і влаштувався в Гемпширі. Його головними роботами були «A general synopsis of birds» (1781—1801) і «A general history of birds» (1821—1828).
«A general synopsis of birds» було першою орнітологічної роботою Летема, що містила 106 ілюстрацій автора. У книзі було описано багато нових видів, яких він виявив в різних музеях і колекціях. Також як і Леклерк де Бюффон (1707—1788) він не надавав значення номенклатурі цих видів. Проте, пізніше Летем зауважив, що тільки біноміальна номенклатура, яку використовував Карл Лінней (1707—1778), принесла б йому необхідну повагу і визнання. У 1790 році він опублікував «Index ornithologicus», де він привласнив біномінальної назву кожному описаному ним виду птахів. Але Йоганн Фрідріх Гмелін (1748—1804) його випередив і у своїй версії «Linnés Systema Naturæ» дав цим видам наукову назву.
У 1775 році Летем обраний у Лондонське королівське товариство, а також виступив співзасновником Лондонського Ліннєєвського товариство. У 1812 році він був обраний іноземним членом Шведської королівської академії наук.

## Публікації
- Latham, John (1781–1785). A General Synopsis of Birds (3 Volumes). London: Printed for Benj. White. Архів оригіналу за 19 листопада 2018. Процитовано 19 листопада 2018.
- Latham, John (1787). Supplement to the General synopsis of birds. London: Leigh & Sotheby. Архів оригіналу за 19 листопада 2018. Процитовано 19 листопада 2018.
- Latham, John (1790). Index Ornithologicus, Sive Systema Ornithologiae: Complectens Avium Divisionem In Classes, Ordines, Genera, Species, Ipsarumque Varietates (2 Volumes) (Latin) . London: Leigh & Sotheby. Архів оригіналу за 19 листопада 2018. Процитовано 19 листопада 2018.
- Latham, John (1801). Supplement II to the General synopsis of birds. London: Leigh & Sotheby. Архів оригіналу за 19 листопада 2018. Процитовано 19 листопада 2018.
- Latham, John (1801). Supplementum indicis ornithologici sive systematis ornithologiae (Latin) . London: Leigh & Sotheby. Архів оригіналу за 19 листопада 2018. Процитовано 19 листопада 2018.
- Latham, John (1821–1828). A General History of Birds (10 Volumes + Index). Winchester, England: Jacob and Johnson. Архів оригіналу за 19 листопада 2018. Процитовано 19 листопада 2018.